# Miguel de Elizaicin y España
Miguel de Elizaicin y España Beltrán de Lys y Samper (Alacant 1855- 21 d'agost de 1932) fou un militar alacantí, alcalde d'Alacant durant la dictadura de Primo de Rivera. Fill de Manuel Elizaicin y Bertrán de Lys, net de Tomás España Sotelo i germà de Florentino de Elizaicin y España.
La seva família era d'origen basc i posseïa vinyes i la fàbrica de guix El Cisne. Va lluitar a la Tercera Guerra Carlina com a alferes del Regiment de Llancers de Sagunt, i en acabar ascendí a tinent. Posteriorment fou destinat a Melilla com a tinent coronel, i finalment assoliria el grau de general de brigada de cavalleria.
Persona d'inquietuds culturals, era membre de la Reial Societat d'Amics del País, president de la secció alacantina de la Creu Roja (des de la qual va instaurar el consultori mèdic obligatori), creador de la Societat Esperantista d'Alacant, del Foment de les Arts i vicepresident de la Cambra Agrària. En 1903 va organitzar l'Exposició Agrícola i Industrial d'Alacant i va proposar la creació d'un Museu Provincial. També fou afeccionat a l'arqueologia, membre corresponent de la Reial Acadèmia de la Història i soci de Lo Rat Penat. En 1922 fou nomenat Fill Predilecte d'Alacant per la seva defensa dels llaços d'unió entre Alacant i València en els Jocs Florals de Lo Rat Penat, i en 1923 dirigent de la Liga de la Moralidad Pública.
Políticament era membre del Partit Liberal Fusionista, pel que fou nomenat regidor de l'Ajuntament d'Alacant en 1920. En 1922 va donar suport la campanya de les Juntes Anticaciquistes i la política al Marroc de Niceto Alcalá-Zamora. L'octubre de 1923 fou nomenat alcalde d'Alacant pel ministre de guerra general Luis Bermúdez de Castro y Tomás, i va deixar el càrrec tres mesos després per motius de salut. Va romandre a Alacant, on el 1926 li van dedicar un carrer al Pla del Bon Repòs. Poc abans de morir, en 1932, fou nomenat responsable de la Comissió Provincial de Monuments.